# チャートゥ・バンビロール
チャートゥ・バンビロール（Thiatou Bambilor、2004年3月14日 - ）は、セネガルの男性総合格闘家。ROOTS GYM所属。

## 来歴
16歳で友人の勧めによりセネガル相撲を始め、殴りありルールで7戦全勝。ONEヘビー級王者のオマール・ケインは友人であり、エドポロキングのスパーリングパートナーを務めた経験から、20歳で総合格闘技を始める。

### プロデビュー
2025年4月6日にDEEPで総合格闘家としてプロデビュー。朝太と100kg以下契約で対戦し、1回にパウンドでTKO勝利。同年6月29日には土井淳とメガトン級（100kg以上）で対戦し、1回にパウンドでTKO勝利。
2025年8月1日に「RIZIN.51」の追加カード発表会見で金田一孝介と100キロ契約で対戦することが発表された。

## 戦績

### プロ総合格闘技
| 総合格闘技 戦績 | 総合格闘技 戦績 | 総合格闘技 戦績 | 総合格闘技 戦績 | 総合格闘技 戦績 | 総合格闘技 戦績 | 総合格闘技 戦績 |
| --------------- | --------------- | --------------- | --------------- | --------------- | --------------- | --------------- |
| 2 試合          | (T)KO           | 一本            | 判定            | その他          | 引き分け        | 無効試合        |
| 2 勝            | 2               | 0               | 0               | 0               | 0               | 0               |
| 0 敗            | 0               | 0               | 0               | 0               | 0               | 0               |

| 勝敗 | 対戦相手   | 試合結果                | 大会名                           | 開催年月日    |
|      | 金田一孝介 | 試合前                  | RIZIN.51                         | 2025年9月28日 |
| ○    | 土井淳     | 1R 1:51 TKO（パウンド） | DEEP OSAKA IMPACT 2025 2nd ROUND | 2025年6月29日 |
| ○    | 朝太       | 1R 0:39 TKO（パウンド） | DEEP OSAKA IMPACT 2025 1st ROUND | 2025年4月6日  |